# 高森寛
髙森 寛（たかもり ひろし、1936年4月5日 - ）は、日本の経営学、社会システム工学者。青山学院大学名誉教授。

## 略歴
北海道生まれ。1960年早稲田大学第一理工学部電気工学科卒業。1962年同大学院理工学研究科電気工学専攻修士課程修了。1969年コロンビア大学経営工学大学院博士課程修了。工学博士号Ph.D.を授与される。ペンシルバニア大学ワートンスクール助教授（1968-1970）、航空会社トランス・ワールド航空にて飛行ネットワーク研究員などを歴任、1971年度から2005年まで青山学院大学に在籍。 この間国際政治経済学部教授、同学部長。2001年から2004年まで同大学院国際マネジメント研究科教授。2004年3月青山学院大学名誉教授。2005年から2007年まで早稲田大学大学院ファイナンス研究科教授。現在はLEC東京リーガルマインド大学院大学高度専門職研究科特任教授を務めている。日本リアルオプション学会理事。この間、日本オペレーションズ・リサーチ学会国際担当理事(1989-1990),日本オペレーションズ・リサーチ学会「オペレーションズ・リサーチ」誌編集委員長(1989-1990),日本オペレーションズ・リサーチ学会  APORS（Asia Pacific Operational Research Societies）日本代表,(1985-1992),日本金融・証券計量・工学学会 理事（1996-1997）を歴任。

### 受賞
- 1974年 アジア経済研究所より「1973年度優秀論文賞」
- 1992年 日本オペレーションズ・リサーチ学会よりフェローの称号授与、日本オペレーションズ・リサーチ学会より「普及賞」受賞

## 著書
- 高森寛 他（2006）『リアルオプションと経営戦略』（日本リアルオプション学会編、シグマベイズキャピタル）
- 高森寛 井手正介 (2006) 『金融・契約技術・エージェンシーと経営戦略』、東洋経済新報社
- 高森寛 (2002) 『現代ファイナンスの基礎理論』、東洋経済新報社
- 石川昭, 高森寛, 仙波憲一 (2002) 『知識管理活動とインターナショナルマネジメント』、税務経理協会
- 高森寛 (2000)　『ゲーム理論と経済学』,　東洋経済新報社
- 高森寛, 新村秀一 (1992) 『実践数理計画法-LINDOを用いて』, 朝倉書店
- 高森寛, 新村秀一 (1987) 『統計処理エッセンシャル』, 丸善
- 高森寛, 大畠永生(1987) 『文科系のコンピュータ-入門編』,　岩波書店
- 高森寛 (1978) 『A quantitative approach to development policies』、青学出版
- 奥野隆史, 高森 寛 (1976) 『点と線の世界:地域と経済のネットワーク』、三共出版
- 高森寛 (1973) 『情報科学の基礎』、青学出版会
- 高森寛 (1973) 『グラフおよびネットワークの理論と応用. 計量地理学への招待』、青学出版

### 翻訳
- チャン.A.C., K.ウエインライト 著 (2010).小田正雄, 高森寛, 森崎初男, 森平爽一郎 訳 (2010) 『現代経済学の数学基礎 上,下』、シーエーピー出版
- チャン.A.C. 小田正雄, 仙波憲一, 高森寛, 平澤典男 訳 (2006) 『動学的最適化の基礎』、シーエーピー出版
- クレプス. D.N., 高森寛, 大住栄治, 長橋透 訳 (2000).『ゲーム理論と経済学』、東洋経済新報社
- デューリョ E., 大住栄治, 仙波憲一, 高森寛 訳 (1997).『例題/数値例で学ぶ入門・マクロ経済学』、シーエーピー出版
- クレプス. D.M. 高森寛他　訳 (1993) 『経済学のためのゲーム理論』、マグロウヒル出版
- シュラージュ.J., 高森寛, 新村秀一訳 (1992) 『実践数理計画法: LINDOを用いて』、朝倉書店
- デューリョ. E., 高森寛訳 (1983) 『ベクトル解析』、マグロウヒルブック

## 論文
- <高森寛